# NetFront
NetFront est un microbrowser pour systèmes embarqués. Principalement déployé sur les téléphones mobiles, NetFront est disponible sur de nombreuses plates-formes et est déployé sur des décodeurs TV, consoles de jeux, set-top box, PDA, téléphones par IP, systèmes télématiques sur véhicules automobiles et d'autres systèmes.
Ce navigateur est sorti en 1995 et sa dernière version est disponible depuis le 1er février 2012.
NetFront fonctionne sur un nombre important d'architectures compactes tout en offrant une faible consommation et une personnalisation facile et une large gamme de plug-in.
Développé par Access Co. au Japon, NetFront a été conçu pour fonctionner sur des systèmes embarqués. Il est né de la nécessité de visualiser des pages HTML sur les systèmes portables de faible puissance.
Ce navigateur sait convertir des tableaux d'une page web en un affichage vertical, éliminant le défilement horizontal. L'utilisateur peut zoomer de 25 % à 100 % sur les pages web, et peut choisir de faire défiler n'importe quelle page avec les commandes du stylet sur les PDA. Le logiciel peut ouvrir jusqu'à cinq fenêtres et l'utilisateur peut changer de page dans n'importe quel ordre.
À noter que la version pour smartphones est basée sur WebKit.

## Systèmes d'exploitationsupportés
- Symbian OS : Series 60, Series 80, and UIQ
- Android
- Palm OS
- BREW
- REX OS
- Linux : (MontaVista Linux, MontaVista Graphics, QtEmbedded, Qtopia, GTK+, Red Hat, and others)
- Windows CE family : Windows Mobile for  Pocket PC/Smartphone, CE.NET
- OSE
- QNX
- VxWorks
- ITRON
- Autres : OS-9, pSOS, Nucleus RTOS, etc.
- firmwares de certaines consoles de jeux (PSP, PlayStation 3, Wii U, Nintendo 3DS, PS Vita, etc)